# Tournée (Film)
Tournée ist ein französisches Filmdrama von Mathieu Amalric aus dem Jahr 2010.

## Handlung
Einst war Joachim Zand ein erfolgreicher Fernsehproduzent, ging jedoch nach Streitereien in die Vereinigten Staaten. Hier brachte er verschiedene Solotänzerinnen des New Burlesque in einer Show zusammen, die ein Erfolg wurde. Nun kehrt Joachim mit seinen Tänzerinnen nach Frankreich zu einer Tournee zurück. Er lässt die Show in Le Havre beginnen und das Publikum ist begeistert. Die Reaktion ermutigt ihn. Auf der Zugfahrt zum nächsten Auftrittsort Nantes erhält Joachim einen Anruf und erfährt, dass die am Ende geplante Show in Paris nicht stattfinden kann, weil der Saal gekündigt wurde. Joachim reagiert wütend und reist während der Show in Nantes nach Paris. Vergeblich versucht er, bei seinem Bruder François einen alternativen Saal anzumieten. François ist Fernsehproduzent geblieben und hat seinem Bruder seine Eskapaden nicht verziehen. Vollkommen abgehoben hatte er früher wichtige Termine platzen lassen und sich auf Kosten des Bruders profiliert. Nach einer Aussprache will François für Joachim seine Beziehungen spielen lassen, doch reagiert der Theaterbesitzer Chapuis zornig, als er Joachim sieht. Auch er verweigert jede Hilfe und wirft Joachim hinaus. Da dieser unbeherrscht reagiert, lässt ihn François fallen. In Paris empfängt Joachim auch seine beiden Söhne Baptiste und Balthazar, die bei seiner Ex-Frau leben und nun einen Tag mit Joachim verbringen dürfen. Der schleift sie durch seinen Alltag mit, ohne auf ihre Bedürfnisse einzugehen. Beide folgen ihm in ein Krankenhaus, wo gerade eine Programmchefin und Ex-Geliebte Joachims zur Behandlung ist. Joachim versucht über sie, einen Saal in Paris zu bekommen, doch zeigt auch sie sich reserviert.
Geschlagen kommt Joachim nach La Rochelle, wo die New-Burlesque-Tänzerinnen inzwischen nach ihrem Auftritt in Nantes angekommen sind. Die Tänzerinnen plagt Heimweh und die blonde Mimi hat Zweifel bezüglich ihres Könnens sowie Magenschmerzen. Sie ist zudem konsterniert darüber, dass Joachim, mit dem sie gerne flirtet, Vater von zwei Kindern ist. Sie glaubt, er habe die Gruppe ausgenutzt, um seine Familie mal wiederzusehen. Auch andere Tänzerinnen verstehen nicht, warum Joachim die Küstenstädte bespielt, nicht jedoch Paris.
Joachim bringt am Tag darauf seine Kinder zum Frühzug nach Paris, will seine Ex-Frau beide Jungen doch wieder in ihrer Nähe wissen. Mimi begleitet Joachim und die Kinder und wird vom älteren Sohn abfällig als „Sklavin“ bezeichnet, was sie empört. Nach längerer Irrfahrt durch die französische Provinz machen Joachim und Mimi bei Bordeaux Halt. Das Hotel auf der Île d’Aix ist verlassen, der Swimmingpool wasserleer. Joachim und Mimi schlafen zusammen, bevor die anderen eintreffen. Mimi deutet Joachim an, dass er sie gerettet habe und beide mit genug Mut ein Liebespaar werden könnten. Joachim bleibt mit Tränen in den Augen zurück. Wenig später erscheinen die anderen und nehmen das leere Haus in Beschlag.

## Produktion
Amalric orientierte sich bei seinem vierten Spielfilm als Regisseur an Colettes Roman  L’Envers du music-hall aus dem Jahr 1913. Tournée wurde 2009 auf der Île d’Aix, in La Rochelle, Le Havre, Nantes, Paris und Saint-Nazaire gedreht. Amalric engagierte für seinen Film Laiendarsteller; die Tänzerinnen Miranda Colclasure (Mimi Le Meaux), Linda Marraccini (Miss Dirty Martini), Julie Ann Muz (Julie Atlas Muz), Suzanne Ramsey (Kitten on the Keys), Angela de Lorenzo (Evie Lovelle) und Tänzer Alexander Craven (Roky Roulette) sind auch in Wirklichkeit Stars der US-amerikanischen New-Burlesque-Szene. Die im Film gezeigte Tournee fand ebenfalls tatsächlich statt, weswegen der Film von der Kritik auch für seinen dokumentarischen Charakter gelobt wurde, „obwohl Amalric betont, dass nichts improvisiert und alles geskripted gewesen sei“.
Der Film hatte am 13. Mai 2010 auf den Internationalen Filmfestspielen von Cannes Premiere. Er lief am 23. Dezember 2010 in den Schweizer Kinos an und kam am 8. September 2011 auch in die deutschen Kinos. Arte zeigte Tournée am 12. November 2012 erstmals im deutschen Fernsehen. Ebenfalls 2012 erschien der Film auf DVD.

## Kritik
Der film-dienst nannte Tournée ein „vorzüglich gespieltes Künstlerdrama, das souverän die Balance zwischen Fiktion und Dokument hält. Show-Sequenzen der frivolen Kunstform Burlesque treffen auf Szenen des wenig glamourösen Alltags jenseits der Bühne und zeichnen sensibel Porträts der unbehausten Künstler.“ Cinema befand, dass der Film ein „anrührender Blick hinter Showbiz-Kulissen [sei], der mehr Tempo vertragen hätte.“ Amalrics Film sei „eine Hommage an den weiblichen Körper“.
Der Spiegel schrieb, dass Tournée von der Übermacht starker Frauen handle, zwischen denen Zand unterzugehen drohe, auch wenn er den ganzen Film über stets versuche, die Kontrolle zu behalten. Dass diese Kontrolle sich nicht nur auf die Tänzerinnen, sondern auch auf Zands früheres (Privat-)Leben in Paris beziehe, sei ein Schwachpunkt des Films: „Die Handlung schwankt unentschlossen zwischen den Shows der Tänzerinnen und den Familienproblemen Zands hin und her. Und so wird der Zuschauer immer wieder zu Ausflügen in Zands altes Leben gezwungen, auch wenn er viel lieber mit den Tänzerinnen hinter der Bühne geblieben wäre“. Zusammenfassend nannte Der Spiegel den Film ein „vor Energie berstende[s], trotzdem leise melancholische[s] Glamour-Roadmovie“.

## Auszeichnungen

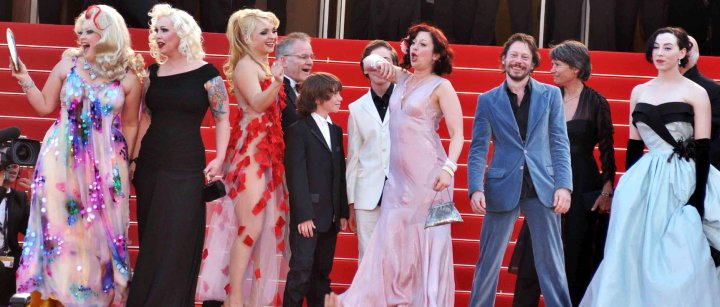
Die Cast von Tournée auf der César-Verleihung 2010

Auf den Internationalen Filmfestspielen von Cannes 2010 lief Tournée im Wettbewerb um die Goldene Palme. Mathieu Amalric wurde in der Kategorie Beste Regie ausgezeichnet und erhielt den FIPRESCI-Preis.
2011 war der Film für sieben Césars nominiert, darunter in Hauptkategorien wie Bester Film und Beste Regie, er konnte jedoch keinen der Preise gewinnen.